# ستيف باركن
ستيف باركن (بالإنجليزية: Steve Parkin)‏ هو لاعب كرة قدم ومدرب كرة قدم بريطاني في مركز الدفاع، ولد في 7 نوفمبر 1965 في منسفيلد ‏ في المملكة المتحدة. شارك مع منتخب إنجلترا تحت 21 سنة لكرة القدم. أما مع النوادي، فقد لعب مع ستوك سيتي ونادي مانسفيلد تاون ووست بروميتش ألبيون.

## وصلات خارجية
- ستيف باركن على موقع قاعدة بيانات كرة القدم.إي يو (الإنجليزية)
- ستيف باركن على موقع Soccerbase.com (لاعب) (الإنجليزية)
- ستيف باركن على موقع Soccerbase.com (مدرب) (الإنجليزية)